# Uapaca
Uapaca is een geslacht uit de familie Phyllanthaceae. De soorten komen voor in tropisch Afrika en op het eiland Madagaskar.

## Soorten[2]
- Uapaca acuminata (Hutch.) Pax & K.Hoffm.
- Uapaca ambanjensis Leandri
- Uapaca amplifolia Denis
- Uapaca angustipyrena De Wild.
- Uapaca benguelensis Müll.Arg.
- Uapaca betamponensis Leandri
- Uapaca bojeri Baill.
- Uapaca bossenge De Wild.
- Uapaca brevipedunculata De Wild.
- Uapaca brieyi De Wild.
- Uapaca casteelsii De Wild.
- Uapaca chevalieri Beille
- Uapaca corbisieri De Wild.
- Uapaca densifolia Baker
- Uapaca ealaensis De Wild.
- Uapaca ferrarii De Wild.
- Uapaca ferruginea Baill.
- Uapaca goossensii De Wild.
- Uapaca gossweileri Hutch.
- Uapaca guineensis Müll.Arg.
- Uapaca heudelotii Baill.
- Uapaca katentaniensis De Wild.
- Uapaca kibuatii De Wild.
- Uapaca kirkiana Müll.Arg.
- Uapaca le-testuana A.Chev.
- Uapaca lebrunii De Wild.
- Uapaca lissopyrena Radcl.-Sm.
- Uapaca littoralis Denis
- Uapaca louvelii Denis
- Uapaca macrostipulata De Wild.
- Uapaca mangorensis Leandri
- Uapaca mole Pax
- Uapaca multinervata De Wild.
- Uapaca niangadoumae Breteler
- Uapaca nitida Müll.Arg.
- Uapaca nymphaeantha Pax & K.Hoffm.
- Uapaca paludosa Aubrév. & Leandri
- Uapaca pilosa Hutch.
- Uapaca prominenticarinata De Wild.
- Uapaca pynaertii De Wild.
- Uapaca rivularis Denis
- Uapaca robynsii De Wild.
- Uapaca rufopilosa (De Wild.) P.A.Duvign.
- Uapaca samfii De Wild.
- Uapaca sansibarica Pax
- Uapaca silvestris Leandri
- Uapaca staudtii Pax
- Uapaca stipularis Pax & K.Hoffm.
- Uapaca teusczii Pax
- Uapaca thouarsii Baill.
- Uapaca togoensis Pax
- Uapaca vanderystii De Wild.
- Uapaca vanhouttei De Wild.
- Uapaca verruculosa De Wild.